# Amiota buccata
Amiota buccata är en tvåvingeart som beskrevs av Wheeler 1952. Amiota buccata ingår i släktet Amiota och familjen daggflugor. Inga underarter finns listade i Catalogue of Life.